# Grupo Abril
Grupo Abril (Abril) er et brasiliansk mediekonglomerat med hovedkvarter i São Paulo. Selskabet er holdingselskab for Editora Abril, som publicerer det ugentlige nyhedsmagasin Veja. Victor Civita, en italiensk forretningsmand, etablerede Editora Abril i 1950, som var den første udgiver af Walt Disney tegneserier i Brasilien. Abril har tv, forlag og streaming.